# スティエパン・メシッチ
スティエパン・メシッチ（クロアチア語：Stjepan Mesić、1934年12月24日 - ）は、クロアチアの政治家。2000年より同国大統領を2期10年務めた。自由主義・親西側派の民族主義者であり、クロアチアのNATO加盟を支持した（任期中の2009年に加盟）。

## 経歴
1970年代初め、ユーゴスラビアにおけるクロアチアの権利平等を求める反政府運動（いわゆる「クロアチアの春」）に参加。禁固2年の判決を受け、1年間服役した。釈放後、法学者として働き、科学活動に従事した。
1989年、クロアチア民族運動「クロアチア民主協力（HDZ）」（後に政党化）の創設に参加し、書記、後に党執行委員会議長となった。
1990年、メシッチは共和国政府を率い、ユーゴスラビア社会主義連邦共和国大統領評議会の議員となった。
憲法上の議長交代制度に従って1991年5月15日にユーゴスラビア大統領評議会議長となった。最後の国の指導者となる希望を再三表明し、ユーゴスラビアの分割に参加。
1992年、独立したクロアチア共和国の議会議長。1994年、HDZの政策、特にボスニア問題への不同意により解任。
1997年5月、ハーグ裁判所に自発的に出廷し、ボスニア・ヘルツェゴビナ内でのクロアチア人部隊の活動について証言した。HDZを脱党し、クロアチア独立民主（HND）党を設立。同年、HND解散後にクロアチア国民党（HNS）党員となり、HNSのザグレブ市支部を率いた。
2000年2月7日、クロアチア共和国大統領に選出。
2005年1月17日、投票数の66％を得票し、大統領に再選。2005年の大統領選での公約は、クロアチアのEU加盟と欧州民主国家の地位獲得だった。任期中にEU加盟は果たせなかったが、2013年に加盟が実現した。

## 人物
クロアチア、ヴィロヴィティツァ＝ポドラヴィナ郡オラホヴィツァ村出身。1961年、ザグレブ大学法学部卒業。
英語を話し、ロシア語も少し話せる。
| 公職                               | 公職                                          | 公職                                 |
| ---------------------------------- | --------------------------------------------- | ------------------------------------ |
| 先代 Sejdo Bajramović （代理）     | ユーゴスラビア大統領評議会議長 第14代：1991年 | 次代 ブランコ・コスティッチ （代理） |
| 先代 ズラトコ・トムチッチ （代理） | クロアチア共和国大統領 第2代：2000年 - 2010年 | 次代 イヴォ・ヨシポヴィッチ          |